# Білецький Микола Федорович
Мико́ла Фе́дорович Біле́цький (1851 — 18 лютого 1882) — український зоолог і фізіолог.

## Біографічні дані
Народився на Новомосковщині (тепер Дніпропетровської області).
1873 року закінчив Харківський університет. Від 1877 року — доцент кафедри зоології того ж університету. Організатор лабораторії порівняльної фізіології при Харківському університеті.

## Праці
Наукові праці Білецького присвячено фізіології та морфології тварин, зокрема:
- розробці методик фізіологічного дослідження тварин (зокрема риб),
- порівняльній морфології та фізіології органів дихання птахів,
- процесу скорочення м'язів,
- проблемі руху протоплазми тваринних клітин тощо.